# Даниловка (Покровский район, Орловская область)
Дани́ловка — деревня в Покровском районе Орловской области России. Административный центр Даниловского сельского поселения.

## География
Деревня находится на расстоянии 6 км северо-западу от посёлка городского типа Покровское, административного центра района, и 61 км к юго-востоку от города Орёл, административного центра области.

### Часовой пояс
Деревня Даниловка, как и вся Орловская область, находится в часовой зоне МСК (московское время). Смещение применяемого времени относительно UTC составляет +3:00.

## Население
| 2002 | 2010 |
| ---- | ---- |
| 255  | ↘249 |

### Национальный состав
Согласно результатам переписи 2002 года, в национальной структуре населения русские составляли 100 % из 255 чел.